# Sobre las olas (Film, 1932)
Sobre las olas ist ein mexikanischer Film aus dem Jahr 1932. Regie führte Miguel Zacarías. Es handelt sich um einen Historienfilm, der die Lebensgeschichte des Komponisten Juventino Rosas erzählt. 

## Inhalt
Der Film spielt im Mexiko der 1880er-Jahre. Juventino Rosas lebt zusammen mit seiner Mutter und seinem Bruder in Armut. Um Geld zum Lebensunterhalt beizutragen, gibt er der jungen Margarita Klavierunterricht. Die beiden verlieben sich und Margarita löst ihre Verlobung mit Raúl auf. Doch Juventino Rosas glaubt, dass seine Beziehung mit Margarita keine Zukunft hat. Er verkauft den durch seine Geliebte inspirierten Walzer Sobre las olas für einen geringen Erlös. Nach dem Tod seiner Mutter und seines Bruders siedelt Juventino Rosas nach Kuba über.

## Produktionsnotizen
Der Film wurde von der Gesellschaft Producciones Zacarías S.A. produziert. In den Vereinigten Staaten wurde Sobre las olas von der General Foreign Sales Corp. in einer gekürzten Fassung in die Kinos gebracht. Miguel Zacarías war der künstlerisch verantwortliche Regisseur des Films, technisch verantwortlich waren Ramón Peón, Raphael J. Sevilla, Carlos L. Cabello und Guillermo Baqueriza. 
1950 wurde das Leben Juventino Rosas’ erneut verfilmt.